# ۸۲۸ (میلادی)
۸۲۸ (میلادی) هشتصد و بیست و هشتمین سال تقویم میلادی است.

## درگذشتگان
‎